# Partie intime
« Parties intimes » redirige ici. Pour les autres significations, voir Parties intimes (homonymie).
Les parties intimes désignent les parties sexuelles ou plus largement les endroits du corps humain habituellement gardés couverts par des vêtements en présence d'autrui pour une question de pudeur.
Les définitions varient, mais dans les cultures occidentales contemporaines, ils sont avant tout les parties impliquées dans l'excitation sexuelle, la procréation, et l'élimination des excréments, en particulier : 
- les fesses, l'anus et le périnée ;
- pour les hommes : le pénis et le scrotum ;
- pour les femmes : la vulve (y compris la fente pudendale).

Les parties intimes sont peut être interprétées comme les parties externes du corps qui sont visibles lorsque nous sommes nus, plutôt que sur les parties du corps plus communément appelées. Par exemple, quand nous sommes nus, la fente vulvaire d'une femme est principalement visible plutôt que le vagin, et le scrotum de l'homme est visible plutôt que les testicules qui sont contenus à l'intérieur.
Les seins des femmes sont considérés comme l'une des parties du corps qui seraient couverts dans la plupart des contextes, mais avec un degré de tolérance pour les seins nus dans différentes régions et cultures. Par exemple, Fischtein, Herold et Desmarais (2005) ont constaté que l'acceptation des seins nus dans un échantillon de Canadiens varie en fonction de deux facteurs personnels (tels que le sexe du répondant, l'âge et la religion) et les facteurs contextuels (seins nus dans les rues, les parcs, ou plages). 
Dans certaines périodes de l'histoire européenne, les épaules des femmes et les jambes peuvent avoir été considérés comme des parties intimes.  
Dans les traditions islamiques, la définition de l'Awra est similaire à la définition des parties intimes de la culture occidentale. L'étendue de la couverture pour le corps de la femme dépend de la situation, mais peut inclure les cheveux, les épaules et le cou, en plus des précédentes « parties intimes ». Tout le corps sauf le visage et les mains doivent être couvertes en public ou devant des hommes. L'école hanafite de la pensée, qui est suivie par la plupart des musulmans dans le monde, conviennent que les pieds ne font pas partie de la Awra et peuvent donc être découverts. Pour ce qui est des hommes, son étendue est encore débattue, la majorité des avis partant sur l'idée que l'homme doit couvrir du haut du nombril jusqu'au bas des genoux pour pouvoir totalement le cacher.  
Dans certaines traditions indigènes[Quoi ?], il est interdit de découvrir les pieds, les mains et le visage différemment des autres cultures européennes, islamiques et asiatiques.
L'exposition de ses parties intimes, en particulier l'exposition involontaire, est généralement connectée avec des sentiments de honte. Une telle exposition pourrait être soumis à de strictes règles sociales, le contrôle social et la justice pénale.
Intentionnellement toucher les parties intimes d'une autre personne, même à travers des vêtements, est souvent associée à une intention sexuelle. Si cela est fait sans le consentement juridiquement valable de la personne touchée, ce geste peut être considéré comme du harcèlement sexuel ou une agression sexuelle.

## Photo

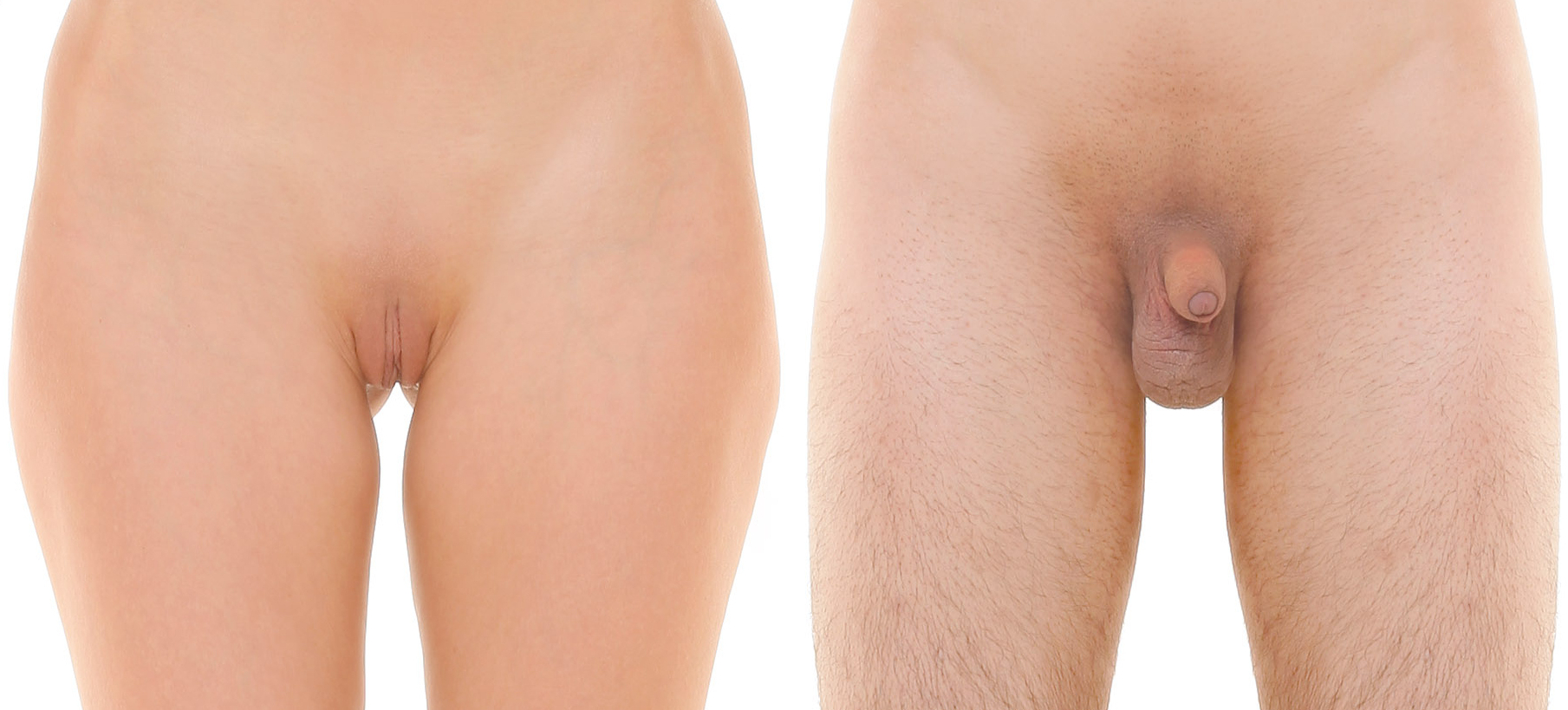
La région génitale des hommes et des femmes est considérée comme une « partie intime » dans beaucoup de cultures.